# Les Ageux
 Les Ageux  là một xã thuộc tỉnh Oise trong vùng Hauts-de-France phía bắc Pháp. Xã này nằm ở khu vực có độ cao từ 29-42 mét trên mực nước biển.